# شاه‌توت‌کوب خالدار
شاه‌توت‌کوب خالدار (نام علمی: Rhamphocharis crassirostris) نام یک گونه از تیره شاه‌توت‌کوبان است.